# Oulad Amrane
Oulad Amrane (franska: Oulad Amrane (CR), Oulad Amrane (Commune Rurale), arabiska: امطل) är en kommun i Marocko.   Den ligger i provinsen Sidi Bennour och regionen Casablanca-Settat, 240 km sydväst om huvudstaden Rabat. Antalet invånare är 10 423.